# Alchemilla sinuata
Alchemilla sinuata är en rosväxtart som beskrevs av Robert Buser. Alchemilla sinuata ingår i släktet daggkåpor, och familjen rosväxter. Inga underarter finns listade i Catalogue of Life.